# Барбадос на Летњим олимпијским играма 2024.
Барбадос је учествовао на Летњим олимпијским играма 2024. у Паризу од 26. јула до 11. августа 2024. Од дебија 1968. године, спортисти Барбадоса су се такмичили на свим летњим олимпијским играма, сем оних у Москви 1980. као део бојкота предвођених Сједињеним Државама . 

## Учесници по спортовима
| Спорт    | Мушкарци | Жене | Укупно |
| -------- | -------- | ---- | ------ |
| Атлетика | 0        | 2    | 2      |
| Пливање  | 1        | 0    | 1      |
| Триатлон | 1        | 0    | 1      |
| 3 спорта | 2        | 2    | 4      |

## Атлетика
| Атлетичарка    | Дисциплина | Квалификације | Квалификације | Финале            | Финале            |
| Атлетичарка    | Дисциплина | Резултат      | Пласман       | Резултат          | Пласман           |
| -------------- | ---------- | ------------- | ------------- | ----------------- | ----------------- |
| Тристан Евелин | Жене 100 м | 11.55         | 53            | Није се пласирала | Није се пласирала |
| Сада Вилијамс  | Жене 400 м |               |               |                   |                   |

## Пливање
| Пливач    | Дисциплина               | Група | Група   | Полуфинале       | Полуфинале       | Финале           | Финале           |
| Пливач    | Дисциплина               | Време | Пласман | Време            | Пласман          | Време            | Пласман          |
| --------- | ------------------------ | ----- | ------- | ---------------- | ---------------- | ---------------- | ---------------- |
| Џек Кирби | Мушкарци, 100 м слободно | 50.42 | 46      | Није се пласирао | Није се пласирао | Није се пласирао | Није се пласирао |

## Триатлон
| Спортиста  | Дисцпилина |                  |       |                |         |                  |         | Пласман |
| Спортиста  | Дисцпилина | Пливање (1.5 км) | Време | Бицикл (40 км) | Време   | Трчичање (10 км) | Укупно  | Пласман |
| ---------- | ---------- | ---------------- | ----- | -------------- | ------- | ---------------- | ------- | ------- |
| Метју Рајт | Мушкарци   | 22:13            | 23:02 | 1:16:52        | 1:17:16 | 1:49:18          | 1:49:18 | 34      |